# Norbert Tietz
Norbert Tietz (* 21. Dezember 1942 in Berlin; † 15. Juni 1985 in Oldenburg) war ein deutscher Politiker der CDU.
Tietz trat 1969 der CDU bei. Seit 1975 war er Abgeordneter der Bezirksverordnetenversammlung Berlin-Neukölln. Er rückte am 18. Juni 1984 für den am 15. Juni 1984 ausgeschiedenen Richard von Weizsäcker in das Abgeordnetenhaus von Berlin nach. Als Abgeordneter arbeitete er im Ausschuss für Ausländerfragen und im Petitionsausschuss.
Am 5. Juni 1985 verunglückte Tietz bei einem schweren Autounfall tödlich.